# Andreas Krause (Informatiker)
Andreas Krause (* 1978) ist ein deutscher Informatiker und Hochschullehrer.

## Leben und Wirken
Andreas Krause erhielt 2004 sein Diplom in Informatik und Mathematik von der Technischen Universität München. Er promovierte 2008 in Computer Science an der Carnegie Mellon University bei Carlos Guestrin. Dann wurde er 2009 Assistenzprofessor für Computer Science im Department of Computing & Mathematical Sciences am California Institute of Technology (Caltech).
Krause ist seit 2011 Professor für Informatik an der ETH Zürich, wo er die Learning & Adaptive Systems Group leitet. Er ist auch akademischer Co-Direktor des Swiss Data Science Center und Vorsteher des ETH AI Center. Er forscht im Bereich adaptiver Systeme, welche Daten aktiv erfassen und logische Schlussfolgerungen in großen, verteilten und unsicheren Domänen ableiten. Dazu werden statistische Modelle, Entscheidungstheorie nach Wahrscheinlichkeit und Optimierungsverfahren angewendet.
Die Laudatio des ETHZ-Präsidenten Joël Mesot anlässlich der Preisverleihung des Rössler-Preises 2021 nennt Krause einen führenden Forscher Europas in dem sich rasch entwickelnden Gebiet des maschinellen Lernens.
Im Rahmen der Zusammenarbeit der ETHZ mit dem Max-Planck-Institut für Intelligente Systeme wurde Krause 2021 zum Max-Planck-Fellow in Tübingen und Stuttgart ernannt.
Krause ist seit Sommer 2020 Mitgründer und wissenschaftlicher Berater der Firma LatticeFlow in Zürich, welche vertrauenswürdige Künstliche Intelligenz (KI) entwickeln und einsetzen will.

## Veröffentlichungen
- Andreas Krause. researchgate.net, Liste der Veröffentlichungen, abgerufen am 30. Oktober 2021